# انتخابات ریاست‌جمهوری مولداوی (۲۰۲۰)
انتخابات ریاست‌جمهوری مولداوی (انگلیسی: 2020 Moldovan presidential election) در اول نوامبر ۲۰۲۰ برگزار شد. این چهارمین انتخابات بعد از استقلال مولداوی در ۱۹۹۱ بود. رای‌دهندگان امکان این را داشتند تا رئیس‌جمهور جدیدی را انتخاب کنند یا به رئیس‌جمهور در قدرت ایگور دودون برای دومین بار رای دهند. در مرحله اول انتخابات هیچ‌کدام از نامزدها اکثریت را به دست نیاوردند، بنابر این در مرحله دوم انتخابات که ۱۵ نوامبر برگزار می‌شود دو کاندید اصلی مایا ساندو
و ایگور دودون در صحنه هستند.
‌نهایتاً مایا ساندو با کسب بیش از ۵۷ درصد آرا به عنوان نخستین رئیس‌جمهور زن مولداوی به ریاست‌جمهوری رسید.

## نظام انتخاباتی

### الزامات واجد شرایط بودن
در قانون اساسی مولداوی واجد شرایط بودن برای کسب عنوان ریاست‌جمهوری شخص باید شهروند مولداوی باشد، حداقل ۴۰ سال سن داشته باشد و حداقل ۱۰ سال در مولداوی زندگی کند یا زندگی کرده باشد و همچنین به زبان دولتی صحبت کند. بند ۸۰ قانون اساسی مولداوی محدودیت زمانی را که برای رئیس‌جمهور مشخص کرده‌است، یک فرد نمی‌تواند بیش از ۲ دوره پشت سر هم رئیس‌جمهور شود.

## نظام‌نامه
نامزدها می‌توانند از طریق یک حزب سیاسی، یک اتحاد انتخاباتی معرفی شوند یا به صورت مستقل شرکت کنند. برای کاندیداتوری باید حداقل ۱۵۰۰۰ امضای رأی‌دهندگان از میان دست‌کم نیمی از واحدهای سطح ۲ بخش اداری مولداوی با حداقل کسب ۶۰۰ امضا در هر بخش اداری را به دست بیاورند.
نتایج انتخابات تنها در صورتی معتبر است که میزان مشارکت در انتخابات بیش از ۳۳ درصد باشد. نامزدی که اکثریت مطلق آرا را کسب کند به عنوان رئیس‌جمهور انتخاب می‌شود. در مرحله اول اگر هیچ نامزدی اکثریت آرا را کسب نکرد، دو هفته بعد مرحله دوم بین ۲ نامزد برتر برگزار می‌شود. سپس نامزدی که بیشترین آرا در مرحله دوم کسب کند رئیس‌جمهور می‌شود.

## مناظره‌ها
طبق آیین‌نامه کمیته مرکزی انتخابات، برگزارکنندگان ملتزم به رعایت حق مساوی نامزدها در برگزاری مناظره هستند تا مناظره به روشی منصفانه و بی‌طرفانه برگزار شود پنج کانال تلویزیونی به این مناظره‌ها پوشش دادند: مولداوی ۱، ProTV چیچینو، تلویزیون ژورنال، TVR مولداوی و TV8، که به دلیل کروناویروس کووید ۱۹، حداکثر سه نامزد به‌طور همزمان در هر مناظره حضور داشتند.

## نتایج نظرسنجی انتخابات ریاست‌جمهوری ۲۰۱۶
| تاریخ          | منبع                                                    | شمار افراد |                   |           |              |              |             |             |          | دیگران | مردد  | پیش   |  |      |      |       |       |       |
| تاریخ          | منبع                                                    | شمار افراد | دودون PSRM        | ساندو PAS | اوساتوئی* PN | ناستاسه PPDA | ورونین PCRM | لیانکا PPEM | لوپو PDM | دیگران | مردد  | پیش   |  |      |      |       |       |       |
| -------------- | ------------------------------------------------------- | ---------- | ----------------- | --------- | ------------ | ------------ | ----------- | ----------- | -------- | ------ | ----- | ----- |  | ---- | ---- | ----- | ----- | ----- |
| تاریخ          | منبع                                                    | شمار افراد | 14 - 25 September | IDIS      | ۱٬۱۰۸        | 23,1%        | 7,9%        |             | ۷٫۷٪     | دیگران | مردد  | پیش   |  | ۳٫۲٪ | ۷٫۶٪ | ۱۱٫۲٪ | ۲۷٫۵٪ | ۱۵٫۲٪ |
| 2-10 September | ASDM بایگانی‌شده در ۲۰۱۶-۱۰-۱۲ توسط Wayback Machine      | 1,179      | 29.0%             | 12.9%     |              | 11.1%        |             | 6.5%        | 9.9%     | 6.8%   | 12.1% | ۱۶٫۱٪ |  |      |      |       |       |       |
| 21 May–15 June | FOP                                                     | 4,626      | 18.1%             | 11.4%     | 9.0%         | 7.7%         | 5.1%        | 3.9%        | 3.7%     | 8.6%   | 10.2% | ۶٫۷٪  |  |      |      |       |       |       |
| May            | NDI بایگانی‌شده در ۲۰۱۶-۱۰-۱۱ توسط Wayback Machine       |            | 20%               | 14%       |              | 13%          | 7%          | 5%          | 5%       |        | 24%   | ۶٪    |  |      |      |       |       |       |
| 16–23 April    | IPP                                                     | 1,143      | 18.5%             | 12.9%     | 4.8%         | 7.7%         | 4.8%        | 2.6%        | 2.2%     | 9.4%   | 37.1% | ۵٫۶٪  |  |      |      |       |       |       |
| 1–10 April     | ASDM بایگانی‌شده در ۱۱ سپتامبر ۲۰۱۶ توسط Wayback Machine | 1,169      | 18.1%             | 12.4%     | 10.9%        | 10.3%        | 6.9%        | 5.7%        | 3.6%     | 19.2%  | 9.5%  | ۵٫۷٪  |  |      |      |       |       |       |
| 11–25 March    | IRI                                                     | 1,500      | 18%               | 10%       | 20%          | 12%          | 6%          | 3%          | 5%       | 14%    | 18%   | ۲٪    |  |      |      |       |       |       |
| 11–20 March    | Ziarul Timpul și Fondul Opiniei Publice                 | 1,792      | 11.7%             | 9.0%      | 9.7%         | 7.6%         | 4.9%        | 3.6%        | 3.4%     | 10.3%  | 14.2% | ۲٫۰٪  |  |      |      |       |       |       |